# Dialeurodes hexpuncta
Dialeurodes hexpuncta là một loài côn trùng cánh nửa trong họ Aleyrodidae, phân họ Aleyrodinae.
Dialeurodes hexpuncta được Singh miêu tả khoa học đầu tiên năm 1932.